# Zelandotipula azuayensis
Zelandotipula azuayensis är en tvåvingeart som beskrevs av Alexander 1980. Zelandotipula azuayensis ingår i släktet Zelandotipula och familjen storharkrankar.
Artens utbredningsområde är Ecuador. Inga underarter finns listade i Catalogue of Life.